# 大昆德什河
大昆德什河是俄羅斯的河流，位於基洛夫州和馬里埃爾共和國內，屬於大科克沙加河的右支流，河道全長173公里，流域面積1,720平方公里，河水主要來自融雪。沿岸聚居地有基列马雷。
56°29′21″N 47°23′49″E / 56.48917°N 47.39694°E